# Chiloscyphus breviculus
Chiloscyphus breviculus là một loài Rêu trong họ Lophocoleaceae. Loài này được B. Y. Yang & W. C. Lee mô tả khoa học đầu tiên..